# 粉嶺機場
粉嶺機場（英語：Fanling Airstrip）曾經位於香港新界粉嶺軍地馬場裡的小型簡易機場，1949年由從英屬馬來亞調派到香港的英國皇家砲兵團建造，供輕型雙座位偵察機使用，以監視集結在香港邊境的中國共產黨中國人民解放軍的動向。其後因為英國與中華人民共和國關係緩和，停止使用，其跑道原址現在屬香港高爾夫球會的範圍裡的9號賽道（fairway）。